# Cantón de Tavernes
El cantón de Tavernes era una división administrativa francesa, que estaba situada en el departamento de Var y la región de Provenza-Alpes-Costa Azul.

## Composición
El cantón estaba formado por siete comunas:
- Artignosc-sur-Verdon
- Fox-Amphoux
- Moissac-Bellevue
- Montmeyan
- Régusse
- Sillans-la-Cascade
- Tavernes

## Supresión del cantón de Tavernes
En aplicación del Decreto n.º 2014-270 de 27 de febrero de 2014, el cantón de Tavernes fue suprimido el 22 de marzo de 2015 y sus 7 comunas pasaron a formar parte del nuevo cantón de Flayosc.